# Elecciones presidenciales de Burundi de 1993
Las elecciones presidenciales de Burundi de 1993 tuvieron lugar el 1 de junio del mencionado año para elegir al presidente de la República para un mandato de cinco años, que tendría lugar desde el 10 de julio de 1993 hasta el 10 de julio de 1998. Se trató de las primeras elecciones multipartidistas que tenían lugar en Burundi desde 1965, y se realizaron con el objetivo de consolidar la transición a la democracia organizada por el gobierno unipartidista de Pierre Buyoya, de la Unión para el Progreso Nacional (UPRONA), luego de haber derrocado, por medio de un golpe de Estado, al dictador Jean-Baptiste Bagaza en 1987.
Tres candidatos disputaron las elecciones, Buyoya se presentó para la reelección por el partido oficialista UPRONA, debiendo competir contra Melchior Ndadaye, candidato del opositor Frente para la Democracia en Burundi (FRODEBU), que aglutinaba a las fuerzas de centroizquierda contrarias al gobierno; y Pierre-Claver Sendegeya, del Partido de la Reconciliación Popular (PRP), de carácter monárquico y conservador. Tanto Buyoya como Ndadaye fueron apoyados por numerosos partidos políticos menores, mientras que Sendegeya concurrió solo con el respaldo de su partido. La elección marcó un hito para la historia de Burundi, pues puso fin al estado militarista y autoritario dominado por minoría tutsi y buscó por primera vez instaurar una democracia no racial que pusiera fin a las tensiones entre dicho grupo étnico y los hutus, la etnia mayoritaria. El gobierno de Buyoya buscaba evitar una situación similar a la que ocurría en la vecina Ruanda, inmersa en una guerra civil entre el gobierno de mayoría hutu encabezado por Juvénal Habyarimana y los sectores opositores mayoritariamente tutsis.
Después de una campaña tranquila y pacífica, la elección resultó en una aplastante victoria para Ndadaye, que logró el 65,68% de las adhesiones contra el 32,86% de Buyoya, quien se ubicó en el segundo puesto. Sendegeya quedó en tercer lugar con solo el 1,46% de las preferencias. Ndadaye se impuso en casi todas las provincias, con la excepción de Cankuzo y la capital, Buyumbura, donde triunfó Buyoya. La participación electoral fue abrumadoramente alta, alcanzando un 97,31% del electorado registrado y casi emulando la concurrencia vista en las elecciones unipartidistas de 1984. La UPRONA resultó contundentemente derrotada al recibir menos de un tercio de los votos y perder más de un millón de sufragios con respecto a su período como única formación legal, pero demostró su capacidad para seguir siendo una fuerza coherente en el marco de un régimen democrático. Los observadores electorales del Instituto Nacional Demócrata para los Asuntos Internacionales resaltaron algunas fallas en el manejo del proceso electoral y el registro de votantes, pero en general juzgaron la elección como creíble, justa y transparente; elogiaron el ambiente pacífico y respetuoso en el que se realizó la campaña electoral, y felicitaron tanto a Buyoya como Sendegeya y sus respectivos partidos por haber reconocido rápidamente la victoria electoral de Ndadaye.
Las elecciones legislativas se realizaron casi un mes más tarde, el 29 de junio, con una victoria aún mayor para el FRODEBU. Ndadaye asumió como el primer presidente hutu del país el 10 de julio y organizó un gabinete equilibrado entre ambas etnias. Sin embargo, el 21 de octubre, fue asesinado en un intento de golpe de Estado que dio lugar al estallido de la guerra civil burundesa, poniendo fin a la transición a la democracia y dando inicio a un largo período de violencia que se cobró cientos de miles de vidas. No volvería a haber elecciones hasta 2005.

## Antecedentes
Antes de la instauración del dominio colonial, el Reino de Burundi era gobernado por una monarquía encabezada por la minoría étnica tutsi, similar a la del vecino Reino de Ruanda. Tanto los gobernantes coloniales alemanes y posteriormente belgas optaron por mantener a los tutsis en el poder y dirigir sus colonias mediante un gobierno indirecto, fomentando generalmente la división entre los tutsis, que eran minoritarios y gozaban del monopolio del poder político, los hutus, que eran mayoritarios, y los twas, un grupo étnico más pequeño. Burundi se independizó en 1962 como una monarquía parlamentaria dominada por la élite tutsi, a diferencia de su vecina Ruanda, donde el reino tutsi fue derrocado y reemplazado por un régimen autoritario dominado por los hutus. En 1966, el país se convirtió en una república, aunque los tutsis, que representaban alrededor de una quinta parte de la población, se mantuvieron en el poder en el marco de una dictadura militar de partido único, con la Unión para el Progreso Nacional (UPRONA), como único partido legal. El régimen generalmente se vio sacudido por golpes militares en el marco de divisiones internas de la élite. Durante los años 1970 y 1980, el país se vio sacudido por la violencia política entre el gobierno tutsi y el Partido de los Trabajadores de Burundi (UBU), organización hutu que encabezó ataques sistemáticos contra la población tutsi. El régimen también realizó masacres genocidas contra los hutus, destacando los asesinatos de 1972.
En 1987, un golpe de Estado, dirigido por el oficial tutsi Pierre Buyoya, derrocó al régimen de Jean-Baptiste Bagaza, luego de once años de gobierno autoritario. Buyoya intentó implementar una serie de reformas que garantizaran la pacificación del país y evitaran que Burundi cayera en un conflicto étnico violento similar al que estaba sucediendo en la vecina Ruanda. En lugar de ayudar al problema, estas reformas sirvieron para inflamar las tensiones étnicas a medida que creció la esperanza entre la población hutu de que el monopolio tutsi estaba llegando a su fin. Buyoya y otros líderes políticos firmaron la «Carta de la Unidad Nacional» en 1991, la cual ofrecía una transición hacia una democracia no racial, en la que todos los partidos políticos existentes deberían aceptar las normativas del documento para poder registrarse y presentarse en los comicios. La Carta se sometió a un referéndum público que resultó en su aprobación, para luego proceder a redactarse una nueva constitución, convirtiendo a Burundi en una república presidencial con un presidente electo y una Asamblea Nacional elegida mediante representación proporcional. Algunos grupos de oposición hutu resolvieron apoyar las reformas de Buyoya y cooperar con el Frente para la Democracia en Burundi (FRODEBU), partido socialdemócrata recientemente fundado que era liderado mayormente por hutus. Otros sectores más radicales, sin embargo, decidieron continuar los actos de insurgencia contra el estado, y lo seguirían haciendo aún después de la jura del gobierno democrático.

## Candidaturas y campaña
El régimen de Buyoya rechazó la idea de abandonar el poder y entregárselo a un gobierno provisional, lo que desató temores de que la UPRONA intentaría aprovecharse de su papel como antiguo partido único para obtener ventaja en las inminentes elecciones. Sin embargo, se consideró que el gobierno manejó la organización del proceso electoral de manera relativamente justa. Rápidamente se puso de manifiesto que la competencia sería en general bipartidista, pues el FRODEBU se consolidó como la única fuerza capaz de competir contra la UPRONA luego de una exitosa campaña nacional de afiliación tras su registro legal. A pesar de que en general la dirigencia de ambas fuerzas optó por un discurso moderado, la UPRONA inició una campaña en contra del FRODEBU, acusándolo de ser una organización extremista hutu, y a su vez tachando de «traidores» a los tutsis que se afiliaron a dicho partido. Buyoya se postuló a la reelección para un mandato completo luego del registro de la UPRONA, mientras que el FRODEBU postuló a Melchior Ndadaye. El minoritario y monárquico Partido de la Reconciliación Popular (PRP), presentó al hutu Pierre-Claver Sendegeya. Enfrentando a dos contrincantes hutus, Buyoya se vio beneficiado por el hecho de ser el único candidato tutsi, lo que le permitió apelar con más facilidad a dicho electorado. Tanto la UPRONA como el FRODEBU realizaron alianzas con otros partidos minoritarios recientemente registrados. Si bien no existen datos matemáticos que confirmen la necesidad de estas coaliciones, se considera probable que el FRODEBU, respondiendo a la campaña contraria de la UPRONA para marginalizar su accionar, intentara postular a Ndadaye como el candidato de una amplia plataforma opositora y no solo de un partido, mientras que Buyoya apelaría a lo mismo para evitar verse estigmatizado por el antiguo partido único.
En general, la opinión pública y mediática indicaban que Buyoya triunfaría por un margen claro, sino arrollador. Numerosos medios de comunicación favorables al gobierno publicaron encuestas de opinión en las que se declaraba ganador al presidente con un 60 o 70% de las preferencias. La prensa internacional y las misiones diplomáticas en el país también confiaban en la victoria de Buyoya, ignorando el fuerte deseo de cambio político que por entonces era creciente en la población fuera de la capital, Buyumbura, que sería realmente el epicentro de la mayoría de los votos favorables al presidente en ejercicio. En un intento por relajar las tensiones étnicas, los candidatos se centraron mayormente en el compromiso por la búsqueda de la unidad nacional y el crecimiento económico, evitando hablar sobre las cuestiones raciales.

## Resultados
|  | 65.68 % |

|  | 32.86 % |

|  | 1.46 % |

|  | 98.59 % |

|  | 1.41 % |

|  | 100.00 % |

|  | 97.31 % |